# Вулиця Володимира Винниченка (Калуш)
Вулиця Володимира Винниченка знаходиться в центральній частині Калуша.

## Розташування
Пролягає від вулиці Грушевського до проспекту Лесі Українки на перехресті з вулицями Дзвонарською та Сівецькою.
До неї прилучаються вулиці: справа — Підвальна (внутрішньодоворова) та зліва — Українська.
Вулиця є ділянкою Автошляху Р-84.

## Історія
Одна з найдавніших міських вулиць — вже наявна була на карті Апенцелєра 1787 року. Мала назву Торговиця і на ній проходила торгівля в базарні дні. В реєстрі вулиць Калуша 1939 року мала № 70, знаходились садиби № 1584—1624. Нинішня висотна забудова вулиці Винниченка є відносно молодою. Раніше на її місці знаходилися сільськогосподарські угіддя, що прилягали до колишньої вулиці Торговиця, перейменованої 14.03.1947 на Севастопольську. В 1960-ті роки вулиця була випрямлена разом із послідовним будівництвом перших у центрі п'ятиповерхівок — це теперішні будинки № 2, 4, 6, 8, 10, і нумерація починається від вулиці Грушевського. Частина старої забудови вулиці у вигляді одноповерхових будинків фізично існує, далі не збереглася, хоча наявний проїзд — мова йде про внутрішньодворовий проїзд до будинків № 1, 3, 9; тут на місці дитсадка «Журавлик» до 1978 року був речовий ринок і на місці нинішнього будинку № 9 — приміська автостанція. 
Наприкінці 1980-х вулиця приєднана до проспекту Леніна. Проте невдовзі вулицю знову від'єднано і повернено назву Севастопольської. У 1980-х збудовано багатоповерхівки на непарній стороні вулиці з наростанням нумерації від проспекту Лесі Українки, проведена зміна нумерації будинків правої сторони вулиці в тому ж напрямі, але менш ніж за рік будинкам правої сторони вулиці повернуто початкову нумерацію.
25 грудня 1990 року вулицю було востаннє перейменовано на честь відомого українського політичного діяча і письменника Володимира Винниченка.

## Феноменальність
Феноменальність полягає в протилежності напрямків нумерації парного та непарного боків вулиці, через що вулиця має рівнозначні два початки і два закінчення. Першим забудовувався багатоповерхівками правий (парний) бік вулиці в 60-х роках і будинкам послідовно надавались парні номери від вулиці Грушевського до вулиці Дзвонарської. У 1970-х почали забудовувати непарний бік і перший будинок звели в кінці коло вулиці Сівецької на місці промтоварного ринку та з невідомих причин надали йому № 1. Далі забудова непарного боку велася в напрямі вулиці Грушевського і будинкам надавались непарні номери — № 3, № 9.

## Сьогодення
Нині на вулиці Винниченка розміщені шість п'ятиповерхових житлових будинків (№ 1, 2, 3, 4, 6, 8, 10, 12) і один дев'ятиповерховий(№ 9), десять приватних малоповерхових. У будинку № 10 діє кафе і пекарня/магазин Нива, продуктовий магазин Калина та магазин товарів різнобічного використання Перлина, в будинку № 8 розміщена Аптека низьких цін, Унікредит банк, магазин ПВХ труб та систем опалення. В будину № 6 розміщені Надра банк, крамниці вживаного одягу, Мода, квітів, а також кафе Кукурудза. В будинку № 4 функціонує адвокатське бюро та магазин будматеріалів, у будинку № 2 діє нотаріус. Вздовж тротуару з лівого боку вулиці розміщені продовольчі кіоски та дві крамниці, що торгують канцтоварми (2000) та мобільними телефонами (БУМ), а навпроти будинку № 4 розміщений салон з продажу авто та мінітракторів.

## Транспортне сполучення
На вулиці розміщуються дві зупинки громадського транспорту. По вулиці пролягають внутрішньоміські маршрути № 1, 1А, 1Б, 2, 4, 5, а також приміські маршрути Голинського і Добрівлянського та міжміські маршрути Львівського, Івано-Франківського та Долинського напрямків. З правого боку вулиці знаходиться зупинка таксі.

## Особистості
- У будинку № 4 жив інженер хімічної промисловості, науковець-нафтохімік, доктор технічних наук Микола Хабер.
- У будинку № 6 жив перекладач та поет Анатолій Онишко. У серпні 2010 р. на фасаді будинку встановлена меморіальна дошка пам'яті А. В. Онишка (скульптор — Ігор Семак).[2]

## Фотогалерея

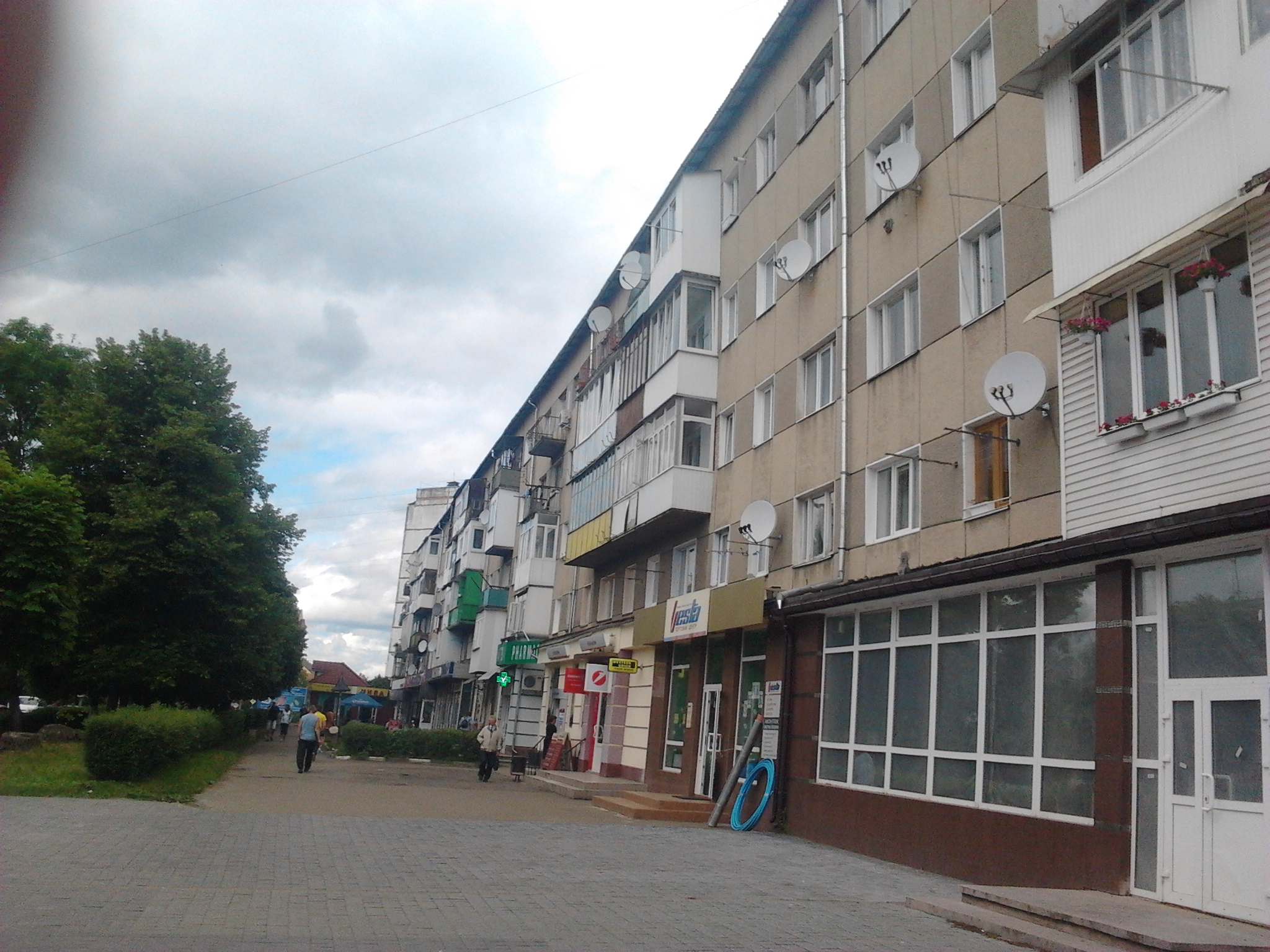
Винниченка, 6
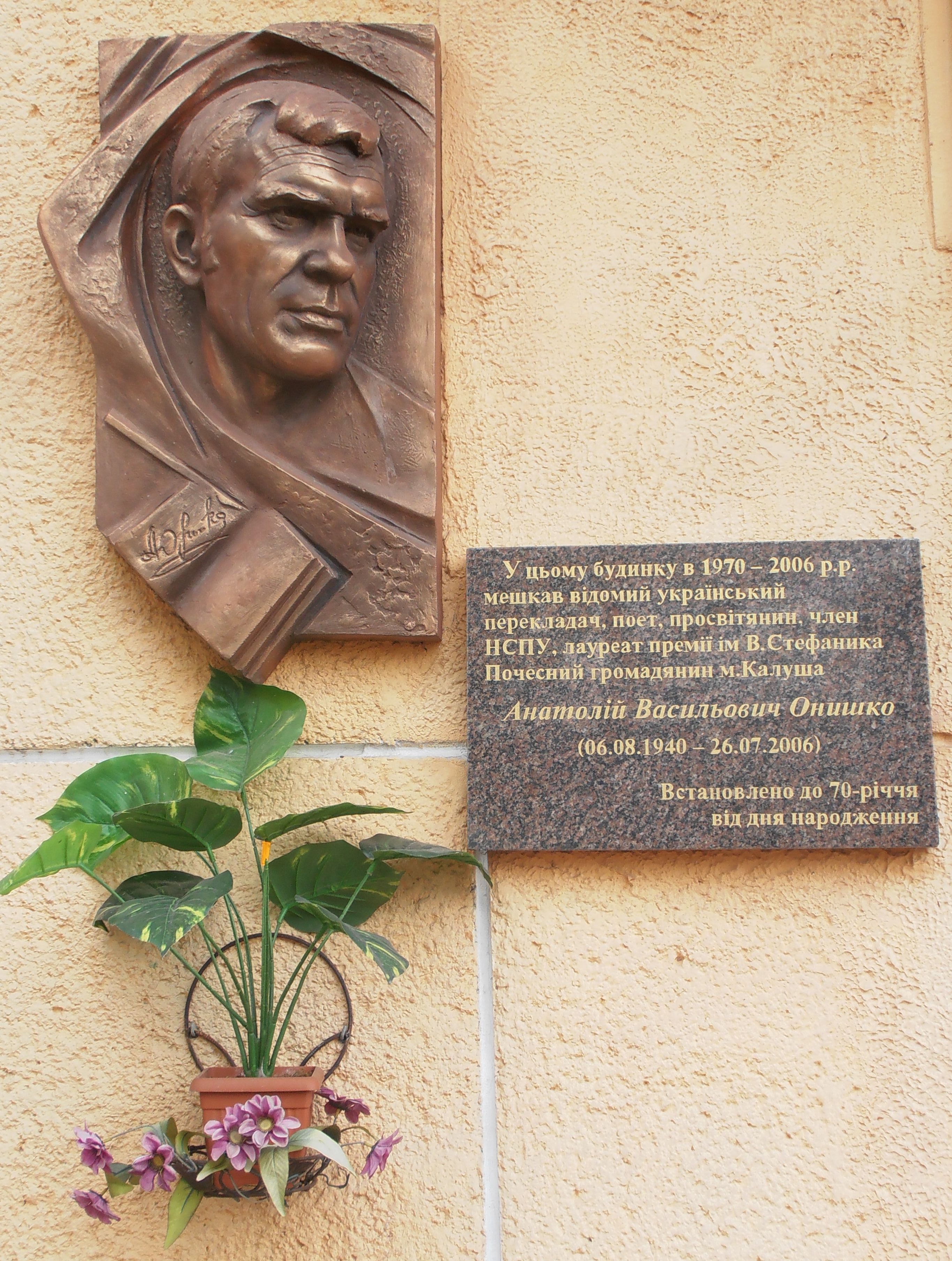
Меморіальна дошка А. Онишку
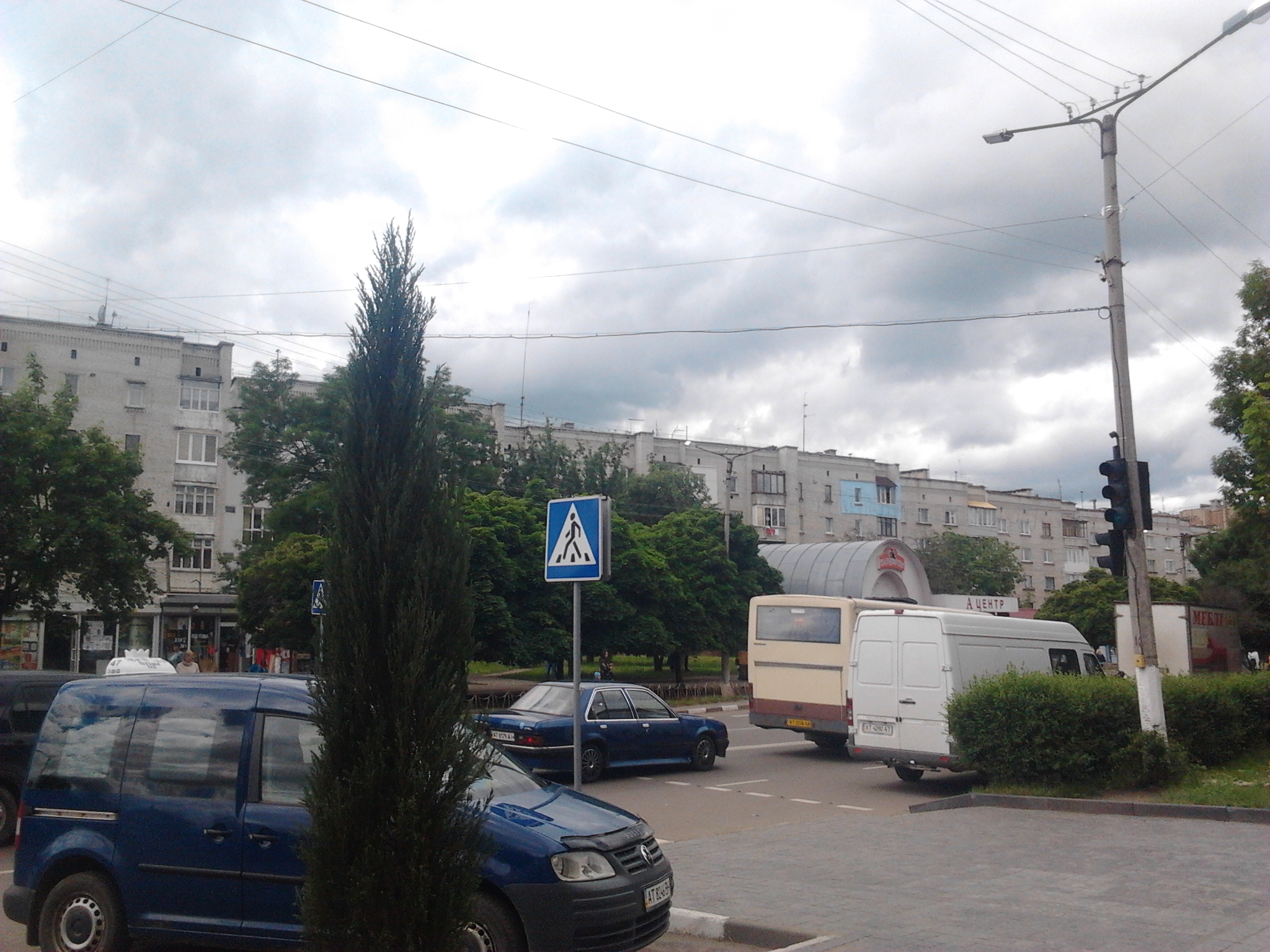
Парковка
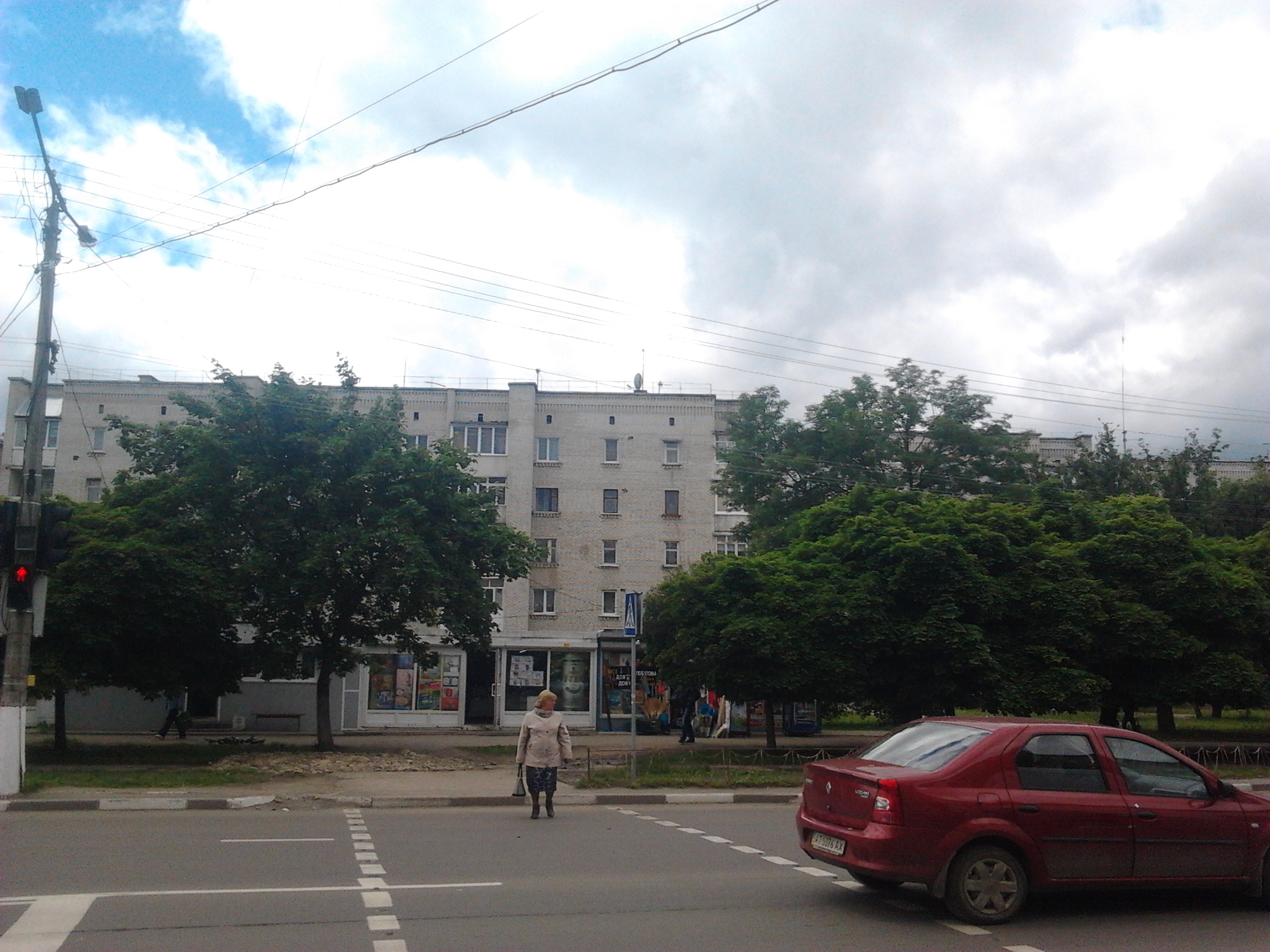
Пішохідний перехід
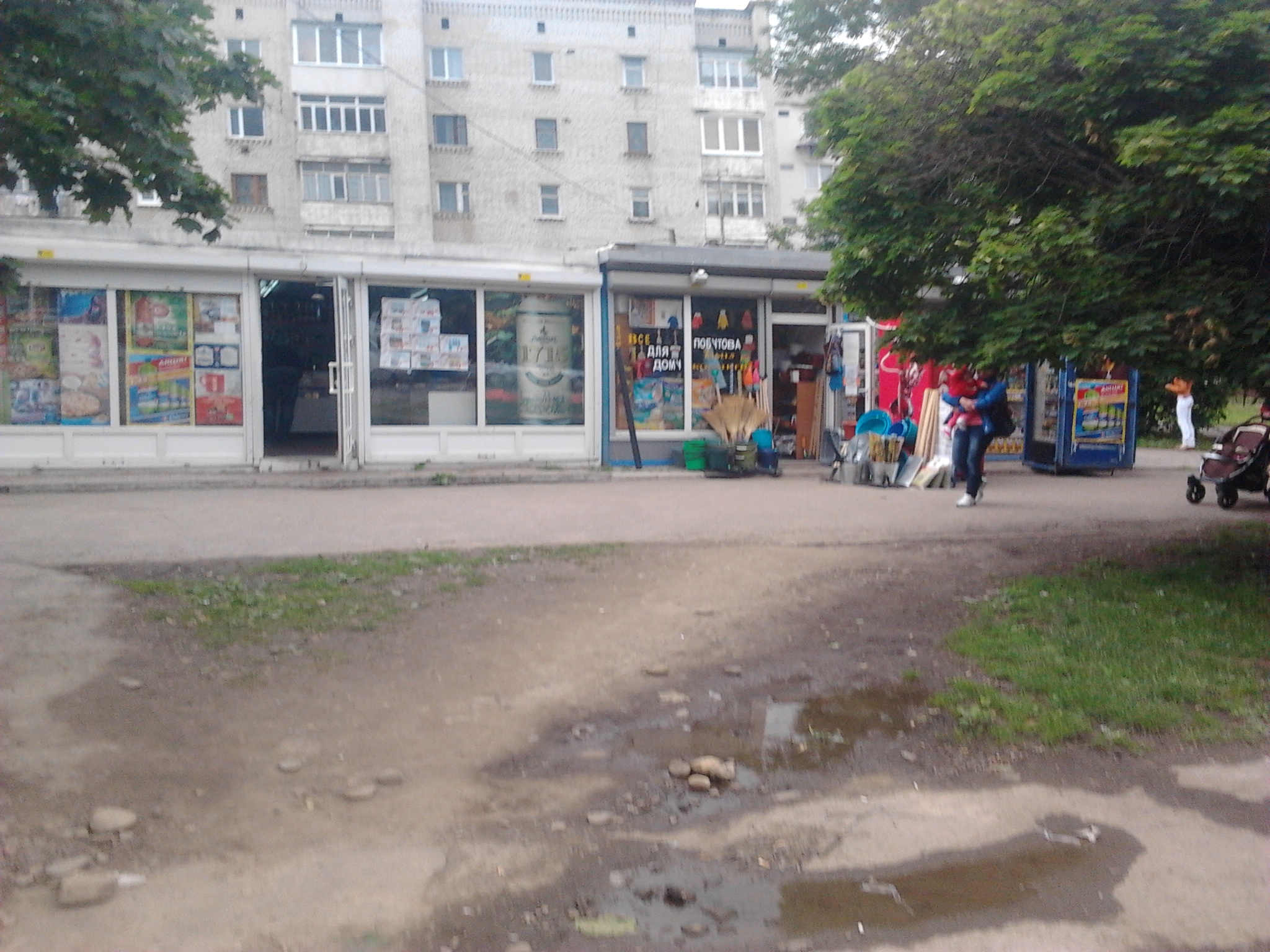
Кіоски
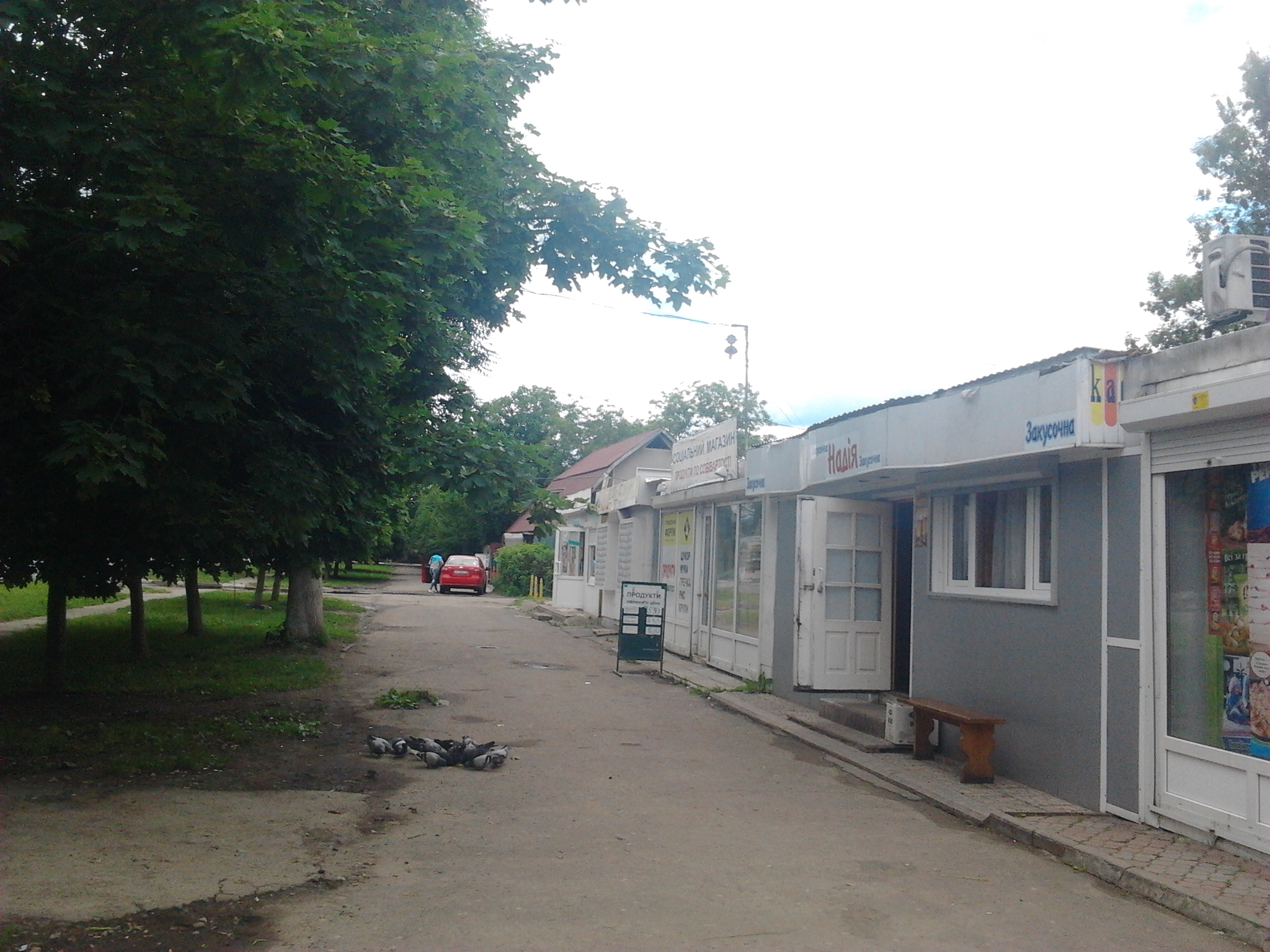
Кіоски
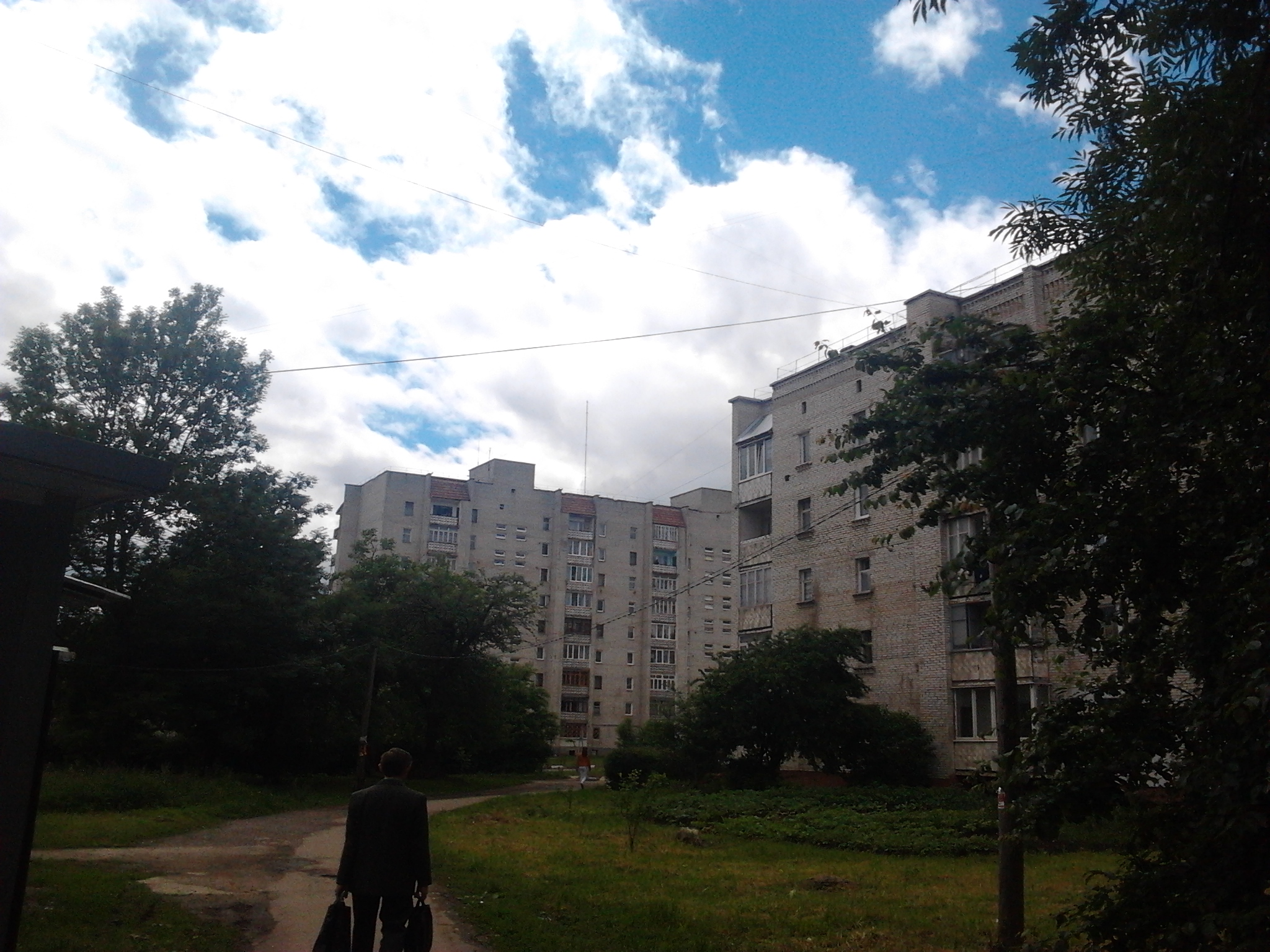
Багатоповерхівки
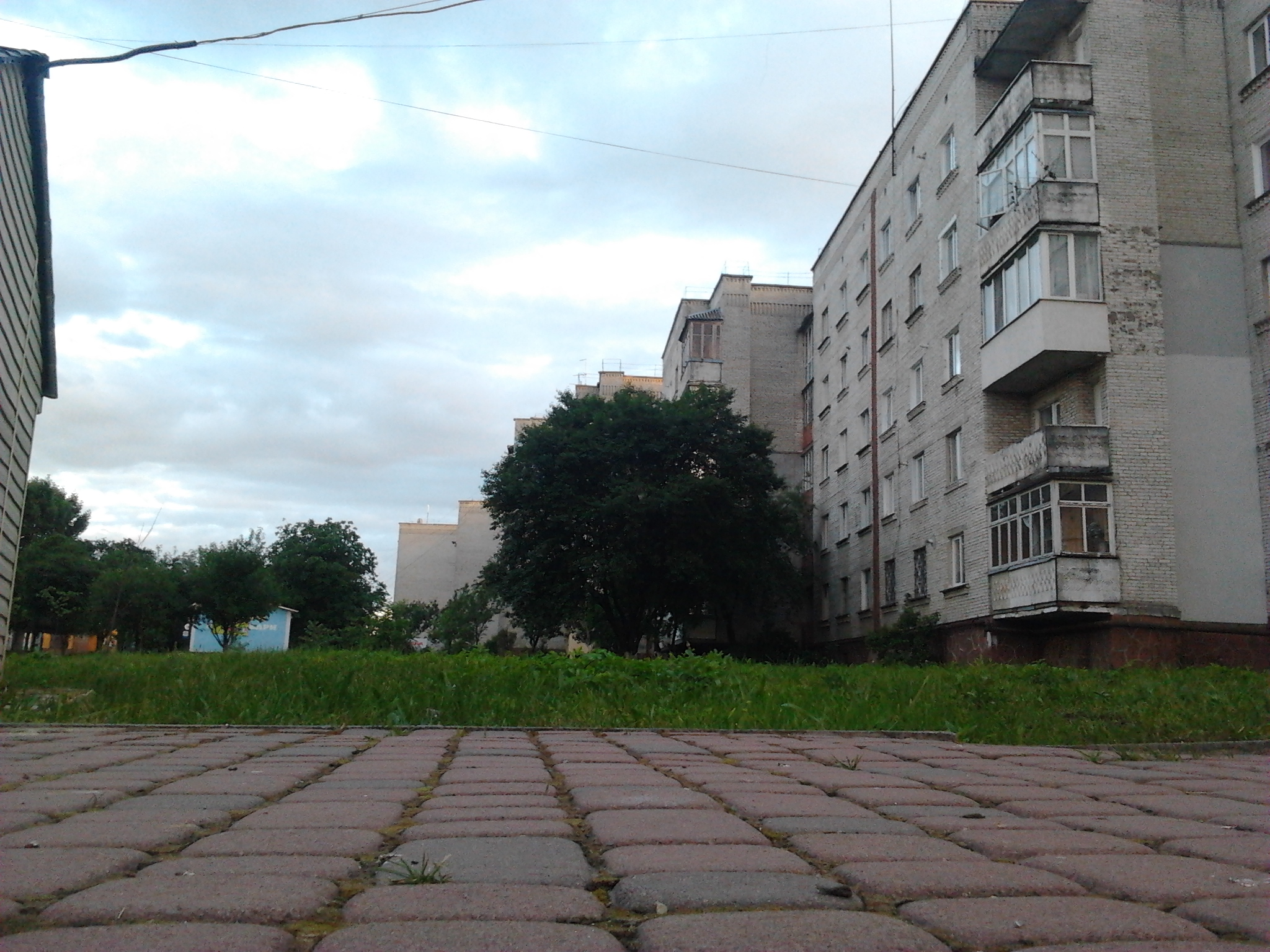
Винниченка, 1
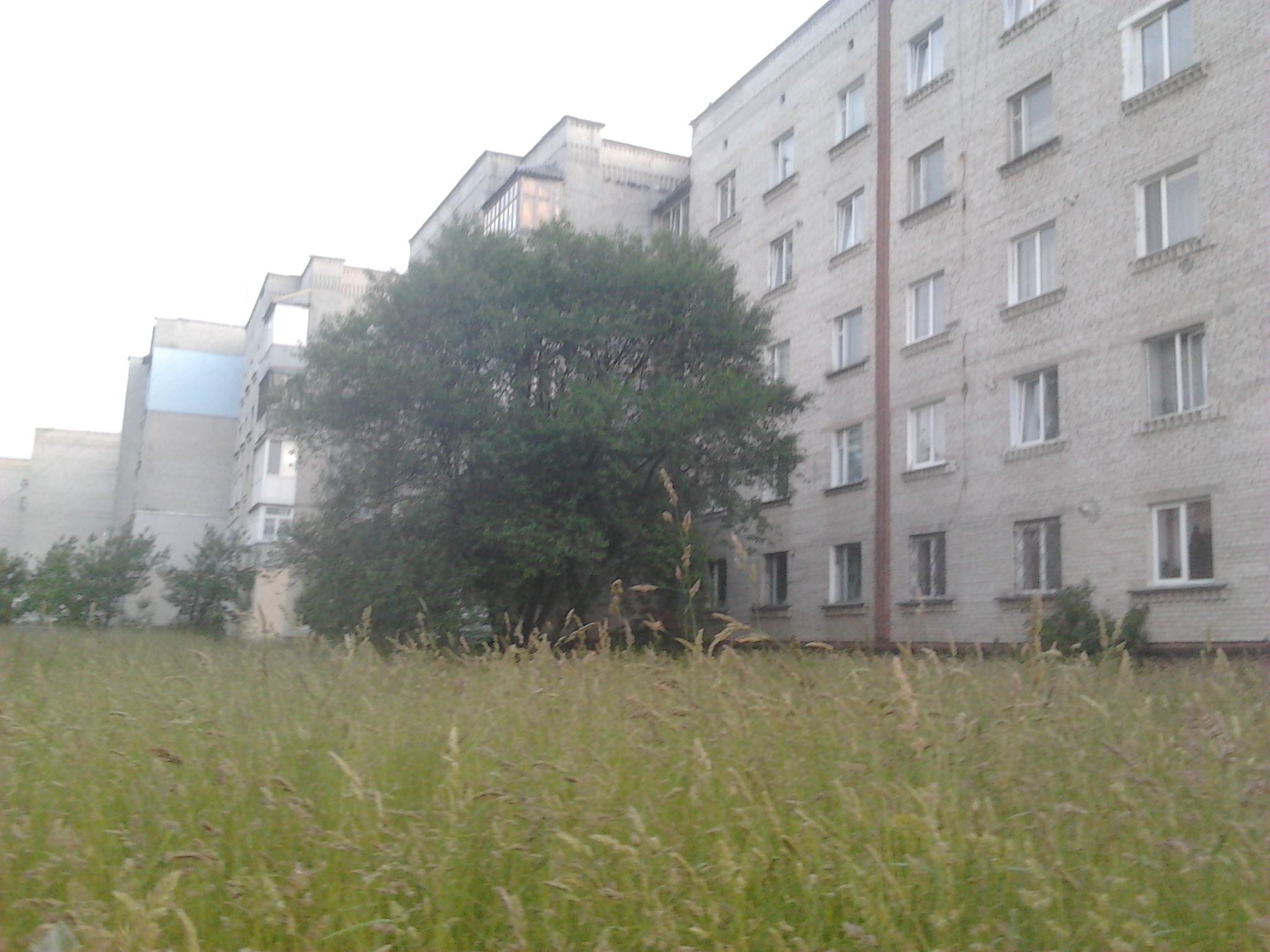
Винниченка, 1
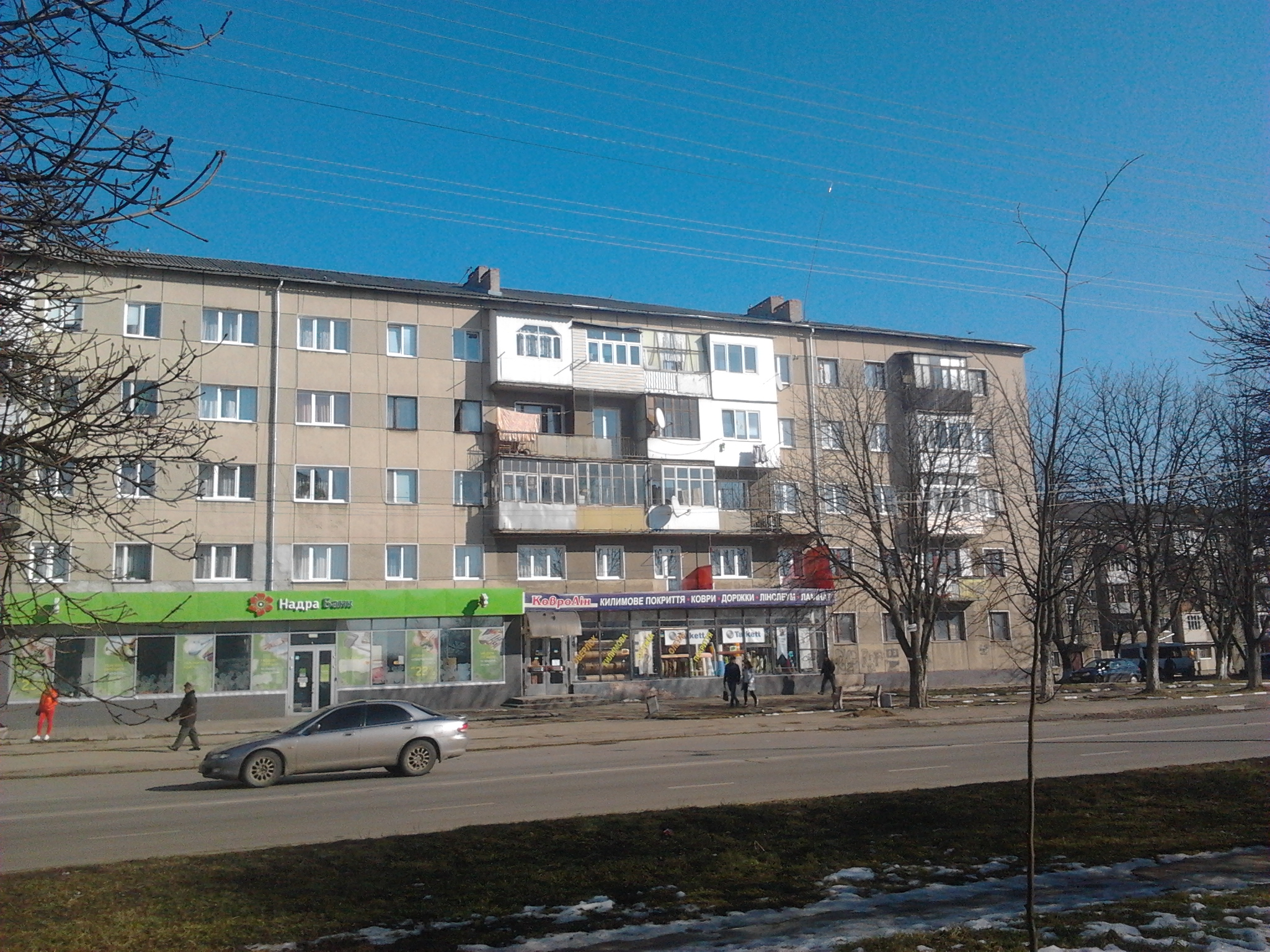
Винниченка, 6
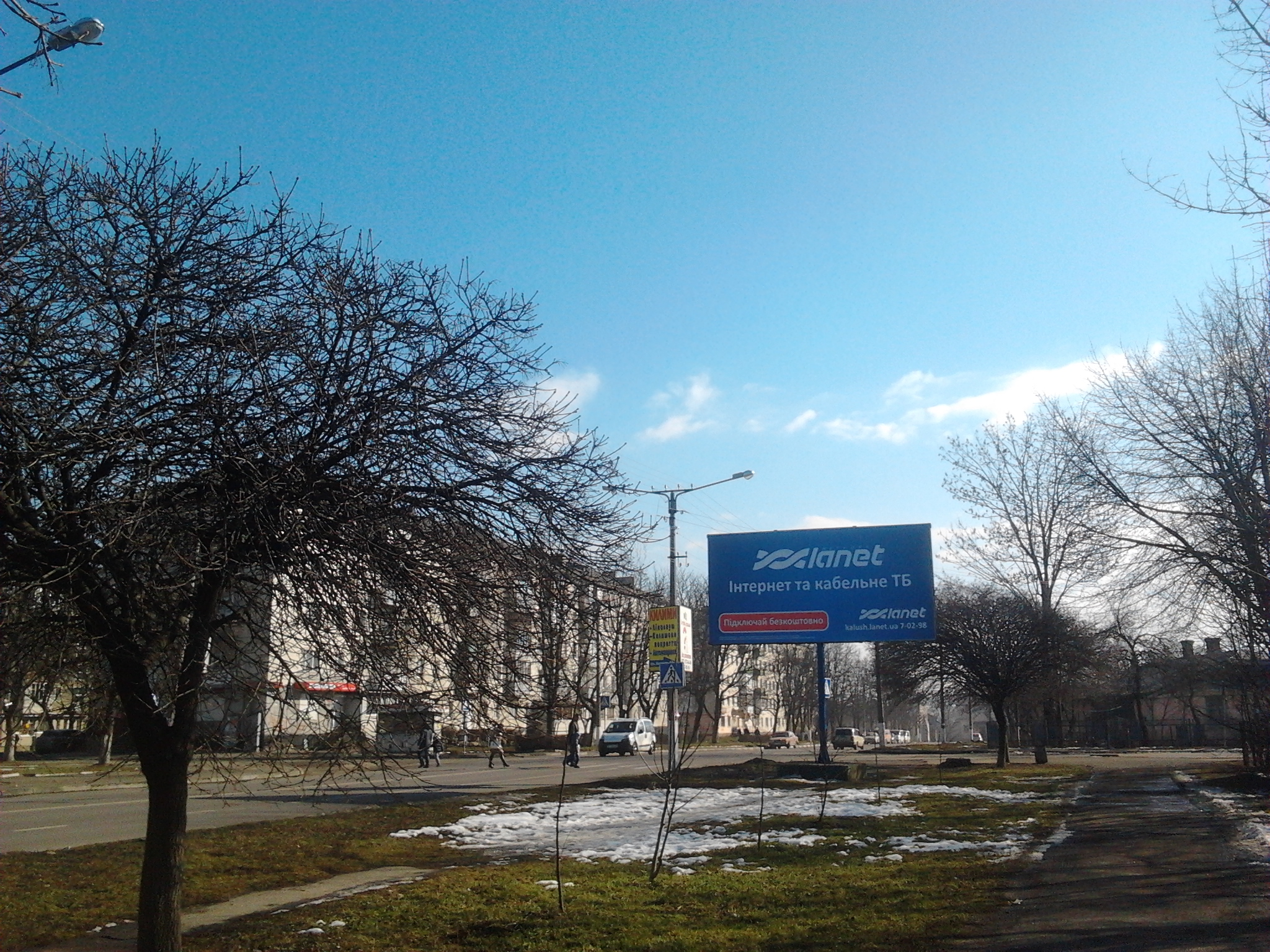
Кленова алея
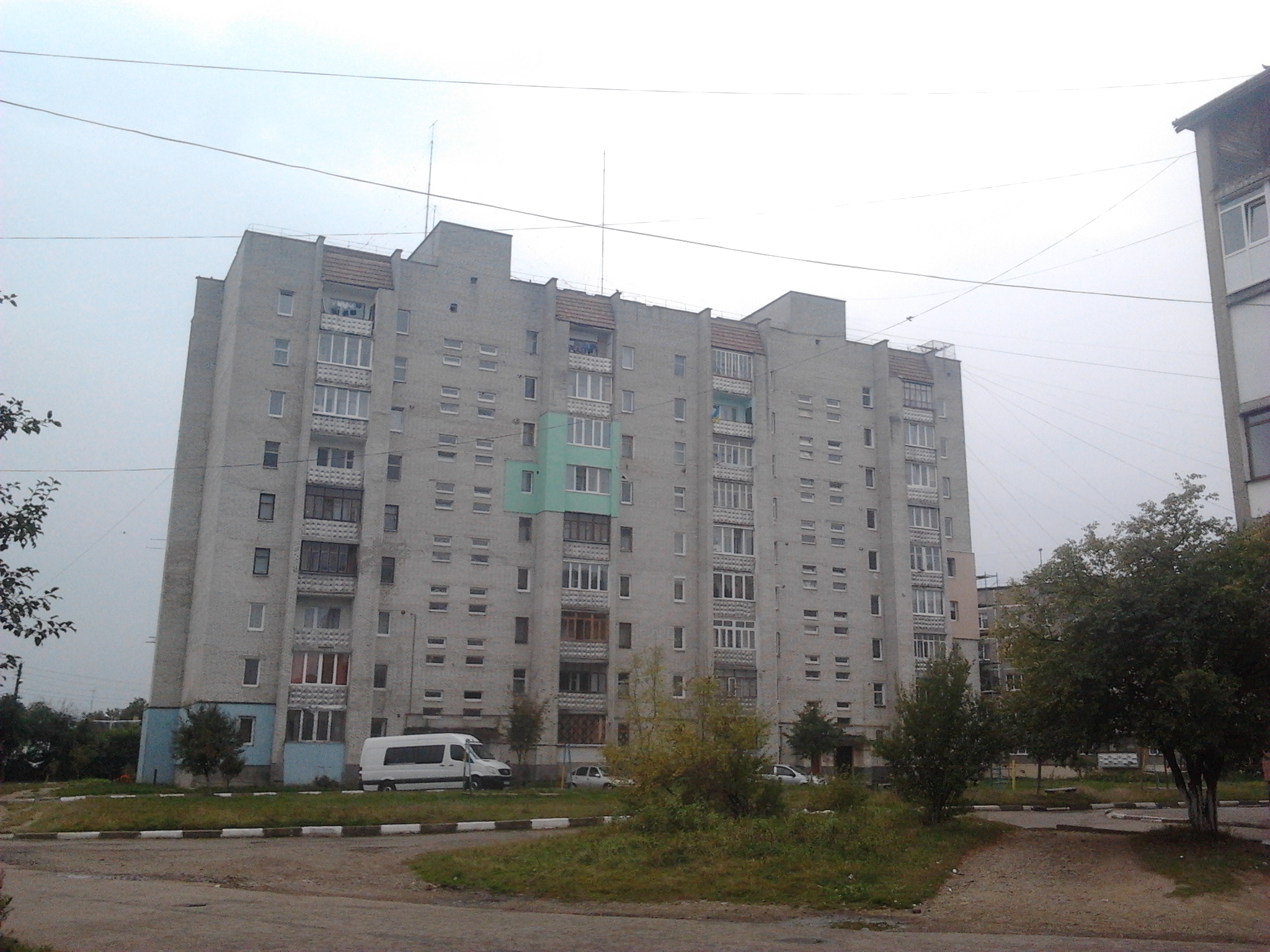
Винниченка, 9
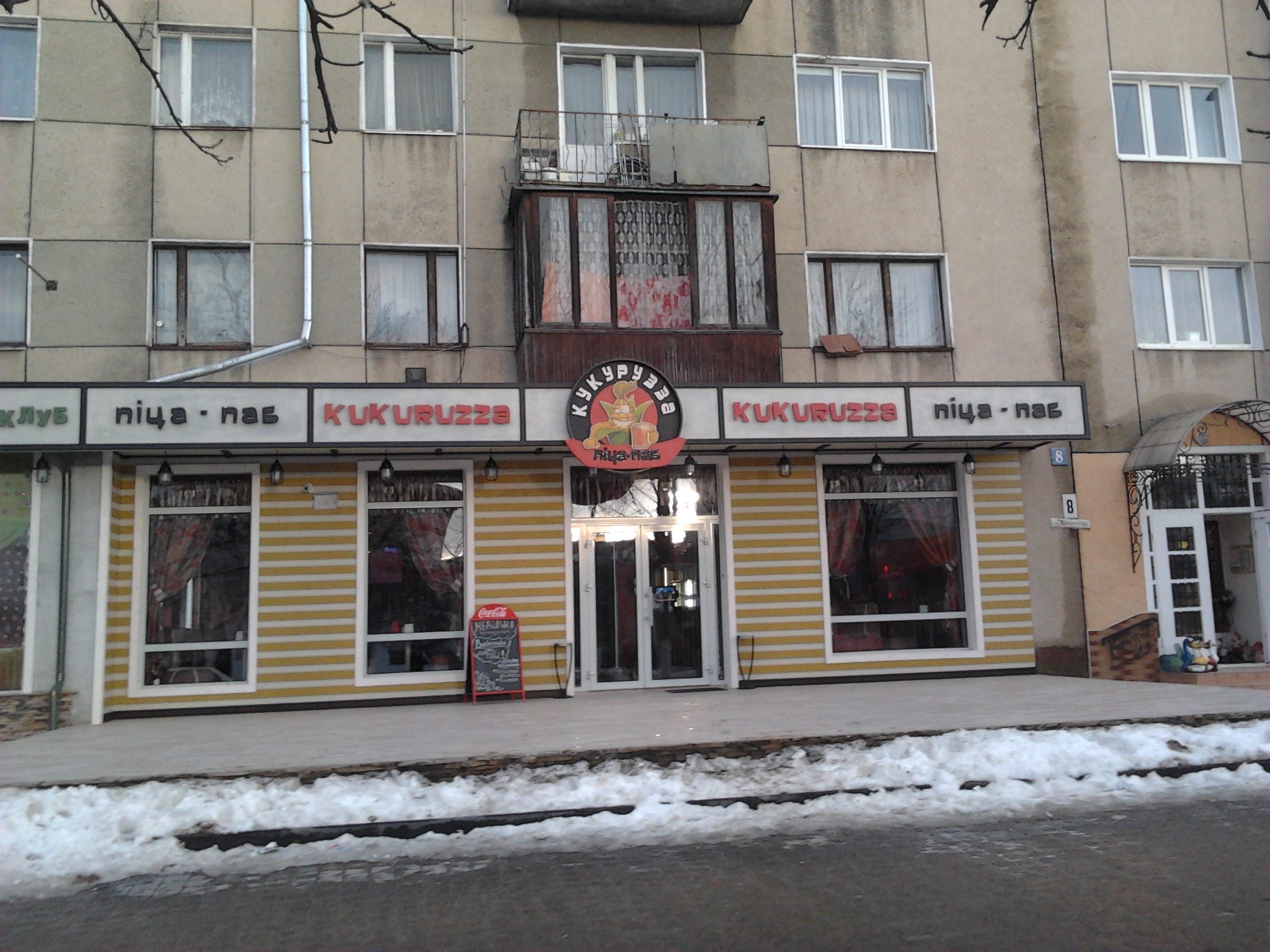
Кафе Кукурузза